# D70形ディジタル交換機
D70形ディジタル交換機（デーななまるがたディジタルこうかんき）は、電電公社と交換機メーカー4社（日本電気、富士通、日立製作所、沖電気）が共同開発した回線交換と蓄積交換に対応した、INSネット (ISDN) ・アナログ回線共用の加入者階梯デジタル交換機である。

## 概要
加入者交換機のディジタル化、ISDNの導入を目的として開発され、1983年名古屋大同局で商用1号機がサービス開始した。1988年東京三鷹局でINSネット用のD70Dがサービス開始した。1990年代にPHSサービスで必要な位置登録機能が追加された。
2015年に撤去が完了した。

## ハードウェア
全LSI化加入者線回路を時分割ハイウェイで集線・交換をし、各モジュール間を光ループで接続している。
- ISM : ISDN加入者線を収容するD70Dの付加装置
- PSM : PHSの基地局（CS）をISMに接続するための付加装置
- PHM : ISMで多重化したパケットをネットワーク層処理し、パケット交換網へ接続する。
- STM : 各モジュールの保守・運用を行う。
  - STM-R : 交換機と同一建屋内に設置 最大6 交換機を収容
  - STM-C : 保守集約拠点に設置 最大25 STM-Rを収容
- RT : アナログ・ISDN加入者線を遠隔光収容

## 歴史
- 1981年（昭和56年）世界初の全LSI化加入者線回路が完成
- 1983年（昭和58年）商用1号機サービス開始（名古屋 大同局）
- 1988年（昭和63年）INSネットサービスでD70D使用開始（東京 三鷹局）
- 1990年（平成2年）改D70型製造開始
- 2015年（平成27年）撤去完了